# 岡崎善衛
岡崎 善衛（おかざき ぜんえ、1985年9月6日 - ）は、静岡県出身のレーシングドライバー。

## 人物
- 身長176cm
- 体重65kg
- 血液型A型

## 戦績
- 2012年　スーパーFJ東北シリーズ　シリーズ２位
- 2016年　全日本F3選手権（Nクラス） シリーズ５位
- 2017年　スーパー耐久参戦